# Drińskie męczennice

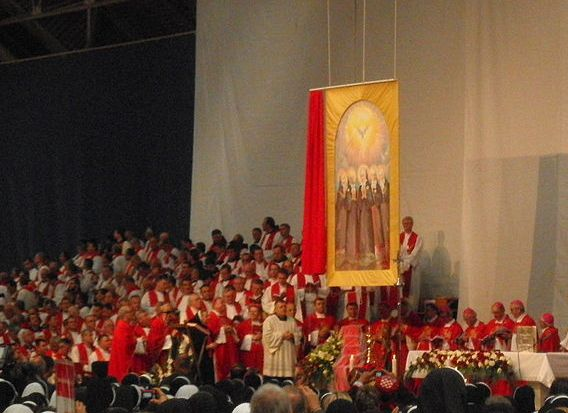
Beatyfikacja Drińskich męczennic 24 września 2011 w Sarajewie.

Drińskie męczennice – siostry ze Zgromadzenia Córek Bożej Miłości, błogosławione Kościoła katolickiego:
- s. Maria Julia Ivanišević ur. 1893
- s. Maria Kresencja Bojanc ur. 1885
- s. Maria Berchmana Leidenix ur. 1865
- s. Maria Antonia Fabjan ur. 1907
- s. Maria Bernadeta Banja ur. 1912.

Przybyły do Sarajewa i w 1911 otworzyły klasztor zwany Domem Maryi. 
W grudniu 1941 serbscy czetnicy wtargnęli do klasztoru, obrabowali go i spalili, pięć sióstr zmusili do marszu w kierunku Goražda. Siostry rozpoczęły drogę w mrozie i śniegu. Po postoju w wiosce Careve Vode wyruszyły do Sjetiny. Siostra Berchmana była tak bardzo wyczerpana, że musiała oddzielić się od reszty sióstr. Pozostałe wyruszyły w dalszą drogę. Podróż trwała cztery dni. 15 grudnia 1941 dotarły do Gorażde i zostały umieszczone na drugim piętrze baraku. Wieczorem tego samego dnia czetnicy wpadli do pokoju sióstr w celu dokonania gwałtu. Siostry, broniąc się przed nimi, wyskoczyły przez okno. Czetnicy wybiegli przed barak i widząc siostry ranne dobili je nożami, a ciała wrzucili do rzeki Driny. 
Siostra Berchmana została w Sjetinie, odzyskując siły. Została zamordowana 23 grudnia 1941; była najstarszą z grupy męczennic. 
Beatyfikacja drińskich męczennic odbyła się 24 września 2011 w Sarajewie.